# Jürgen Moser
Jürgen Kurt Moser (Königsberg, Prússia Oriental, 4 de julho de 1928 — Zurique, 17 de dezembro de 1999) foi um matemático teuto-estadunidense.